# Ющенко Віктор Андрійович
Ві́ктор Андрі́йович Ю́щенко (Вимоваⓘ; нар. 23 лютого 1954, с. Хоружівка, Недригайлівський район, Сумська область) — український політик і державний діяч, банкір. 3-й Президент України (23 січня 2005 — 25 лютого 2010). Сьомий прем'єр-міністр України (1999—2001), голова партії «Наша Україна» (2005—2013).
Народний депутат України V скликання (2002—2005), засновник та Голова Ради Інституту Президента Віктора Ющенка «Стратегічні ініціативи». Третій голова Національного банку України (1993—2000), виконавець обов'язків Голови Національного Банку України (27 січня 1997—5 лютого 1997), один з лідерів Помаранчевої революції.
Заслужений економіст України (1997), лауреат Державної премії України в галузі науки і техніки (1999), кандидат економічних наук (1998).

## Біографічні відомості
Народився 23 лютого 1954 року в родині сільських вчителів. Батько — Андрій Андрійович Ющенко (1919—1992), учасник Другої світової війни, фронтовик, в'язень Освенцима та інших німецьких концентраційних таборів; після закінчення війни викладав англійську мову у Хоружівській середній школі. Перебуваючи в 1946—1947 рр. на Західній Україні, співпрацював з підпіллям ОУН, у 1948—1956 рр. був у «розробці» органів МДБ.
Мати — Варвара Тимофіївна Ющенко (1918—2005), вчитель фізики та математики Хоружівської середньої школи; померла через тиждень після інавгурації Віктора Ющенка (31 січня 2005).
Вдруге одружений, має двох дітей від першого шлюбу (зі Світланою Колесник): доньку Віталіну і сина Андрія, — та трьох від другого шлюбу (з Катериною Чумаченко): сина Тараса, дочок Софію та Христину. Має онуків від доньки Віталіни і Олексія Хахльова — Ярину та Віктора.
1975 року закінчив Тернопільський фінансово-економічний інститут (нині — Західноукраїнський національний університет). Після інституту рік відслужив у лавах Радянської армії, строкову службу проходив у прикордонних військах на радянсько-турецькому кордоні недалеко від Ленінакана (Гюмрі, Вірменія).
З 1975 року — помічник головного бухгалтера колгоспу «40-річчя Жовтня» в селі Яворів Косівського району Івано-Франківської області.
З грудня 1976 влаштувався у районному відділенні Держбанку СРСР в смт. Улянівка Білопольського району Сумської області. 1977 року, у віці 23 років, вступає до КПРС. Цього ж року одружився зі Світланою Колесник. З липня 1985 року працював у відділі кредитування і фінансування сільського господарства Держбанку СРСР. У грудні 1987 року на запрошення Вадима Гетьмана перейшов у київське відділення Агропромбанку СРСР.

### Банківська кар'єра
Від 1992 року — перший заступник голови правління Акціонерного комерційного агропромислового банку «Україна». У січні 1993 року за рекомендацією Вадима Гетьмана і за підтримки тодішнього Голови Верховної Ради Івана Плюща обійняв посаду голови Національного банку України. Перебував на цій посаді до грудня 1999 року — голова правління Національного банку України (у 1997 вдруге переобраний на цю посаду). Під керівництвом Прем'єр-міністра Павла Лазаренка (заступив на посаду 28 травня 1996 року) та Голови Нацбанку Віктора Ющенка — з 2 по 16 вересня 1996 року в Україні була успішно проведена грошова реформа (введено в обіг гривню), створено Державну скарбницю, розпочато будівництво Банкнотно-монетного двору. У 1997 році за рейтингом впливового фінансового журналу «Global Finance», Віктор Ющенко увійшов до шістки найкращих банкірів світу.
За участю Ющенка Кабмін та Нацбанк у 1998 році успішно запобігли «фінансовій кризі», яка охопила сусідню Росію — так званий «дефолт 1998 року».[прояснити]

### Політична кар'єра

#### 1993—2003 роки
Кандидат економічних наук, захистив дисертацію на тему «Розвиток попиту та пропозиції на гроші в Україні» в 1998 в Українській академії банківської справи (Суми).
Від 22 грудня 1999 до травня 2001 року — Прем'єр-міністр України. Реалізація урядової програми «Реформи заради добробуту» дозволила Кабінету Міністрів Ющенка домогтися позитивної динаміки в економіці. Вперше за роки незалежності Україна отримала приріст ВВП. Вдалося радикально змінити механізм розрахунків і платежів у центральний та місцеві бюджети, відмовитися від бартеру і запозичень, оздоровити ситуацію на енергоринку, суттєво збільшити надходження у бюджет, витрати на соціальні цілі. За рік у країні ліквідовано бюджетну заборгованість по зарплаті, пенсіях та стипендіях.[джерело?]
Прагнучи примирення з Президентом Леонідом Кучмою та Головою Верховної Ради Іваном Плющем, Ющенко підписав «Звернення до народу України» з приводу руху «Україна без Кучми», в якому засудив учасників цього руху.
Звільнено з посади прем'єр-міністра 26 квітня 2001 року у зв'язку з резолюцією Верховної Ради України про недовіру Кабінетові міністрів України. Продовжував виконувати обов'язки прем'єр-міністра до затвердження на цю посаду Анатолія Кінаха.
За час роботи в уряді Віктор Ющенко, за даними соціологічних опитувань, стає найпопулярнішим політиком України, не в останню чергу завдяки образу морального та проукраїнського державного діяча, який закріпився за ним [джерело?].
Разом з тим, лідерські якості Віктора Ющенка, його неоднозначна або недостатньо артикульована позиція з деяких питань, схильність до м'якої політичної гри неодноразово піддавалися критиці як з боку опонентів, так і з боку прихильників.[джерело?]
Низка політичних інтриг, яка розгорнулась навколо Кабінету Міністрів, Національного банку та персони Президента Леоніда Кучми призвела до відставки уряду Ющенка в травні 2001 року — вперше за резолюцією недовіри Верховної Ради України.[джерело?]
Вже тоді Ющенко не приховував своїх намірів піти в опозицію, де біля нього швидко згуртувались національні та правоцентристські політичні сили, які, сформувавши блок партій «Наша Україна», здобули переконливу перемогу на виборах у Верховну Раду за партійними списками, хоча представництво «Нашої України» в органах Верховної Ради було обмежено політичними опонентами Ющенка.[джерело?]
У січні 2002 року сформовано опозиційний до влади виборчий блок «Наша Україна», який очолив Віктор Ющенко. До складу блоку увійшли 10 партій правоцентристської орієнтації. На парламентських виборах у березні 2002 року в багатомандатному окрузі блок отримав 24,7 % голосів виборців (1-е місце серед партій і блоків) і сформував найбільшу фракцію у Верховній Раді. Керівником виборчого штабу був Петро Порошенко.
Під час масових протестних акцій «Повстань, Україно!» 2002—2003 років у суспільстві та політикумі визріла думка, що Ющенко повинен балотуватися на наступних президентських виборах від опозиції. У той період рішуче його підтримала з політичних лідерів лише Юлія Тимошенко.[джерело?]
Був найпомітнішим кандидатом від опозиційних сил на посаду Президента України на чергових виборах Президента України 2004 року, хоча формально йшов на вибори як самовисуванець.[джерело?]
Визнаний Центральною виборчою комісією переможцем повторного туру голосування 26 грудня 2004 року. Після рішення Верховного Суду України від 20 січня 2005 року, офіційно оголошений третім Президентом України.[джерело?]

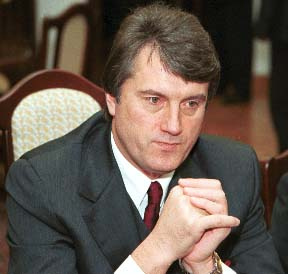
Віктор Ющенко у Сеймі Польщі, 26 жовтня 2000

#### 2004, президентська кампанія
У 2004 бере участь у Президентських виборах і йде на них самовисуванцем. Команда виборчого штабу Віктора Ющенка на чолі з Анатолієм Гриценком за 2 дні розробила передвиборчу програму майбутнього Президента.
Весь період президентської кампанії характеризується надзвичайно жорстким пресингом[джерело?] на Ющенка з боку змобілізованого владою адміністративного ресурсу. Це підкріплено брутальними політтехнологічними розробками переважно іноземних спеціалістів, які ставили на меті формування негативної суспільної думки про Ющенка та загравали з російськомовним електоратом, спекулюючи на проблемах російської мови та деяких історичних обставинах, перекручували біографічні відомості про Ющенка та його родину, компрометували очолювану ним політичну силу.[джерело?] Це стало можливим не в останню чергу завдяки підконтрольності владним структурам ключових засобів масової інформації, журналістські колективи яких мусили виконувати політичні замовлення.
Тому основна стратегія передвиборчої кампанії Ющенка в першому турі передбачала безпосереднє спілкування з виборцями, для чого здійснено масштабний передвиборчий тур областями України.
У розпал передвиборчої кампанії, на початку вересня 2004 року, сталося отруєння Ющенка під час вечері із головою СБУ Ігорем Смешком на дачі заступника голови СБУ Володимира Сацюка. Через те він не зміг бути присутнім на агітаційному концерті «Вибір вільних», що відбувався 7 жовтня у Херсоні, де той мав взяти особисто участь. Замість кандидата у президенти виступав його колега по парламенту Володимир Яворівський, який і повідомив перед багатотисячною аудиторією новину про отруєння Ющенка.
Розвідка США вважає, що до отруєння діоксином причетні російські спецслужби, а санкціонував усе особисто Путін. У документі Національної розвідки США також зазначається, що Москва систематично використовує спецслужби для усунення тих, кого вважає загрозою своєму режиму.
Британці зняли документальний фільм про отруєння українського президента Віктора Ющенка «Ющенко: недосконале вбивство».
За результатами першого туру голосування Ющенко набрав 39,90 % проти 39,26 % у свого головного опонента, кандидата від провладних сил Віктора Януковича. Цей тур голосування, за твердженнями низки вітчизняних та міжнародних організацій, зокрема Комітету виборців України, ОБСЄ, відбувався зі значними порушеннями виборчих прав громадян.
Після першого туру, що відбувся 31 жовтня 2004 року, Віктор Ющенко уклав низку політичних угод про підтримку його кандидатури важливими політичними силами, зокрема Соціалістичною партією Олександра Мороза та Анатолієм Кінахом, які також балотувались у першому турі. До початку кампанії аналогічну угоду укладено з Юлією Тимошенко.
Другий тур голосування 21 листопада 2004, за твердженням переважної більшості міжнародних організацій, пройшов з брутальними порушеннями виборчого законодавства та прав людини, з застосуванням технологій загальнодержавного фальшування результатів голосування, в тому числі і з втручанням в електронну систему підрахунку голосів у Центральній виборчий комісії. Ці факти були доведені у Верховному Суді України у історичному судовому процесі «Віктор Ющенко проти Центральної виборчої комісії», в результаті якого було призначене повторне голосування 26 грудня 2004 року.

Ющенко зі своїми прихильниками під час мітингу на Європейській площі у Києві (2007)

Зазначені події розгорталися на фоні безпрецедентних протестних акцій українського народу проти фальсифікації виборів, які отримали назву Помаранчевої революції та мали ключовий вплив на політичну ситуацію між другим туром та повторним другим туром голосування. На чолі цього руху став Віктор Ющенко, який зумів здійснити унікальну безкровну трансформацію політичної та національної атмосфери в Україні. Ключову роль у цих подіях відіграла його політична соратниця по коаліції «Сила народу» Юлія Тимошенко. Водночас, у ряді східних та південних регіонів України, як наслідок передвиборчих інформаційних війн та політичних інтриг, а також зрозумілого небажання виборців Віктора Януковича миритися з призначенням переголосування, набули поширення сепаратистські настрої. У ці дні країна опинилася на межі повномасштабної політичної та економічної кризи, і лише завдяки обережним та конструктивним діям основних політичних гравців, зокрема голови Верховної Ради Володимира Литвина, а також міжнародних посередників Хав'єра Солани, Валдаса Адамкуса, голови ОБСЄ Яна Кубіша та Олександра Кваснєвського, змогла швидко вийти з критичного стану.
У результаті повторного другого туру голосування, визнаного експертами набагато демократичнішим, ніж два попередніх, Віктор Ющенко отримав 51,99 % голосів, тоді як Віктор Янукович 44,20 %. Передвиборчий штаб Віктора Януковича, перебравши тактику команди Ющенка з другого туру, розпочав юридичну війну, направлену на затягування процедури вступу на посаду нового Президента України. 20 січня 2005 року, Верховний Суд України відхилив скаргу кандидата в Президенти Віктора Януковича за відсутністю доказів, та розблокував процес офіційного вступу Віктора Ющенка на посаду Президента.

## Президент України (2005—2010)

### Інавгурація
23 січня 2005 р. відбулася інавгурація Віктора Ющенка як Президента України. У заході взяли участь іноземні високопосадовці, серед них:
- Арнольд Рюйтель, Президент Естонії
- Адрієн Кларксон, генерал-губернатор Канади
- Вайра Віке-Фрейберга, Президент Латвії
- Володимир Воронін, Президент Молдови
- Олександр Квасневський, Президент Польщі
- Траян Бесеску, Президент Румунії
- Іван Гашпарович, Президент Словаччини
- Ференц Мадл, Президент Угорщини
- Артур Расізаде, Прем'єр-міністр Азербайджану
- Ян Петер Балкененде, Прем'єр-міністр Нідерландів
- Яап де Хооп Схеффер, генеральний секретар НАТО
- Ніно Бурджанадзе, спікер Парламенту Грузії
- Артурас Паулаускас, спікер сейму Литви
- Колін Пауелл, державний секретар США
- Вук Драшкович, Міністр закордонних справ Сербії та Чорногорії
- Спеціальний гість Вацлав Гавел, колишній президент Чехословаччини та Чехії

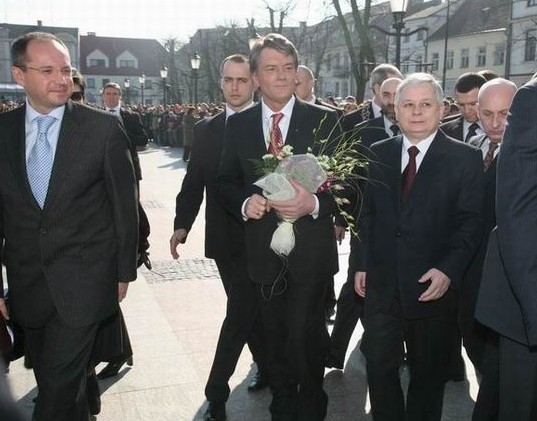
Віктор Ющенко під час зустрічі з Президентом Польщі Лехом Качинським, 2007

### Внутрішня політика

#### На посаді президента

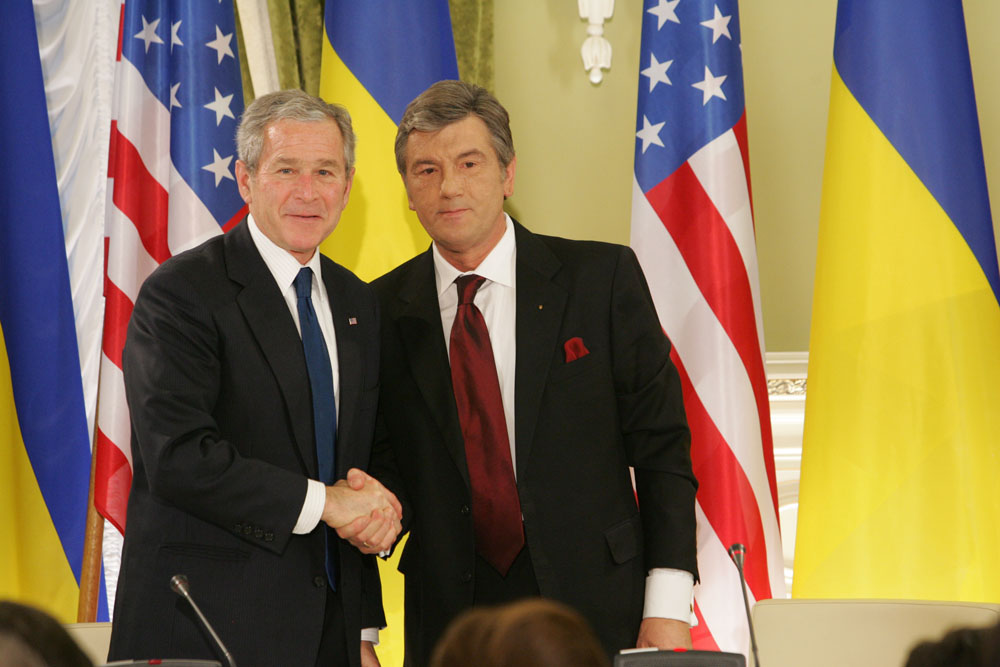
Віктор Ющенко та Президент США Джордж Вокер Буш, 2008

Перші 100 днів президентства Ющенка, з 23 січня по 1 травня 2005 р., запам'яталися численними звільненнями та призначеннями на всіх рівнях виконавчої влади. Зокрема, він призначив Юлію Тимошенко прем'єр-міністром, що ратифікував парламент. Олександр Зінченко був призначений главою Секретаріату президента з номінальною назвою державного секретаря. Петро Порошенко, конкурент Тимошенко на пост прем'єр-міністра, — секретарем Ради національної безпеки та оборони України.
У серпні 2005-го Ющенко разом з грузинським президентом Михайлом Саакашвілі підписали декларацію в Боржомі та закликали до створення інституту міжнародного співробітництва, Спільноти демократичного вибору (СДВ), щоб об'єднати демократичні режими та країни, де зароджується демократія, в регіоні Балтійського, Чорного та Каспійського морів. Перша зустріч президентів і лідерів, щоб обговорити СДВ, відбулася 1–2 грудня 2005 р. в Києві.
Віктор Ющенко першим із президентів України пішов на спілкування з журналістами, виведено з Іраку українських військових, тривалість служби в армії скорочено до одного року замість двох, Україну внесено до списку країн зі статусом вільна країна.
Багато уваги під час свого президентства Віктор Ющенко приділяв відновленню історичної пам'яті українців та відродженню пам'яток, пов'язаних з історією козацтва. 23 січня 2009 року з нагоди Дня Соборності України В. Ющенко відкрив Національний історико-культурний заповідник «Гетьманська слава». З ініціативи Президента Ющенка реставровано палац Кирила Розумовського. Влітку 2006 року Ющенко відкрив монумент «Пам'яті Героїв Крут». 14 квітня 2008 року Ющенко взяв участь в урочистостях з нагоди відкриття Музею Героїв Крут у Чернігівській області. Проєкт меморіально-музейного комплексу був розроблений за ініціативою Президента Ющенка та за підтримки Нашої України.
Під час президентства Ющенка Голодомор 1932—1933 років визнано геноцидом українського народу.
17 жовтня 2009 року Президент Ющенко у Чигирині відкрив відбудовану резиденцію Богдана Хмельницького. Того ж дня, під час урочистостей, присвячених 360 річчю створення Української козацької держави Ющенко заявив:
| «Мені приємно, що нація нарешті дізналася про справжню мету визвольної війни Богдана Хмельницького, про перемогу Виговського під Конотопом, про гетьмана Івана Мазепу, про Пилипа Орлика, про Українську і Західно-Українську народні республіки, про державу гетьмана Скоропадського, про Голодомор, про сталінські репресії, про подвиги Української повстанської армії[25][26]." |
10 січня 2010 року Президент Ющенко присвоїв провіднику ОУН Степану Бандері звання Героя України.

#### Руйнація помаранчевої команди
8 вересня 2005 р. Ющенко звільнив уряд на чолі з Юлією Тимошенко після відставки та звинувачень у корупції, що лунали від останньої в його адресу.
9 вересня, виконувач обов'язків прем'єр-міністра України, Юрій Єхануров, спробував сформувати новий уряд. Його перша спроба, 20 вересня, не виправдала надій (не вистачило 3 голосів від необхідних 226), але 22 вересня парламент ратифікував її з 289 голосами.
У вересні 2005 р. колишній президент Леонід Кравчук звинуватив російського магната Бориса Березовського у фінансуванні президентської кампанії Ющенка. Березовський підтвердив, що він зустрічався з представниками Ющенка в Лондоні перед виборами, і що гроші передано від його компанії, але відмовився підтвердити або спростувати, що гроші використано в кампанії Ющенка. Фінансування виборчих кампаній іноземними громадянами є незаконним в Україні.
На виборах у Верховну Раду 26 березня 2006 року найбільшу кількість голосів отримала Партія Регіонів. Після 4-місячних переговорів Ющенко підписав 4 серпня 2006 року подання у Верховну Раду на призначення Віктора Януковича прем'єр-міністром.

#### Перший розпуск парламенту
У 2007 р. Ющенко став першим президентом, який розпустив парламент та призначив дострокові парламентські вибори. 2 квітня 2007 року президент України Віктор Ющенко підписав указ про дострокове припинення повноважень Верховної Ради України 5-го скликання. Підставою для цього Віктор Ющенко назвав неконституційний спосіб формування конституційної більшості у ВР, а саме входження до коаліції окремих депутатів а не цілих фракцій.
|  | Я прийняв це рішення відповідно до положень Конституції, обов'язків президента України, та з дотриманням необхідної конституційної процедури. Моя дія продиктована гострою необхідністю зберегти державу, її територіальну цілісність та суверенітет, Забезпечення додержання прав і свобод людини і громадянина |

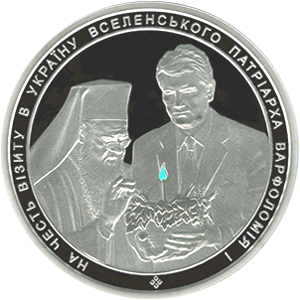
На реверсі пам'ятної монети «На честь візиту в Україну Вселенського Патріарха Варфоломія І» в колі зображено Президента України Віктора Ющенка, який тримає вінок із запаленою свічкою, полум'я якої імітує голограма, та Вселенського Патріарха Варфоломія І

Депутати коаліції заявили, що не будуть виконувати указу, і зібрали позачергове засідання Ради. Коаліції вдалося заблокувати впровадження цього рішення поданням до Конституційного суду. Як наслідок 26 квітня 2007 року Віктор Ющенко видає другий указ про дострокове припинення повноважень Верховної Ради України 5-го скликання. Підставою стало формальна відсутність коаліції (як незаконно створеної) у ВР протягом одного місяця. Ряд причин, а саме:
- призначення президентом на посаду Генерального прокурора Святослава Піскуна,
- заяви СБУ щодо фактів хабарництва деяких суддів Конституційного суду,
- порушення Генеральною прокуратурою кримінальних справ проти кількох суддів Конституційного суду за порушення присяги,
- посилення позицій президента у РНБО

змусили партії коаліції вдатись до перемовин з президентом.
Результатом переговорів стало визнання коаліцією розпуску ВР і згода на перевибори. 5 червня 2007 року підписано Третій указ про дострокове припинення повноважень Верховної Ради України 5-го скликання. Підставою для нього за взаємною згодою всіх сторін стало добровільне складення повноважень депутатами опозиційних фракцій. Повторні вибори призначено на 30 вересня 2007 року. Жорстко проти перевиборів виступили потенційні аутсайдери перегонів — КПУ та СПУ.
У результаті «Партія регіонів» набрала 34,37 %, «Блок Юлії Тимшенко» — 30,71 % та «Наша Україна» — 14,20 %.

#### Конфлікт з Юлією Тимошенко

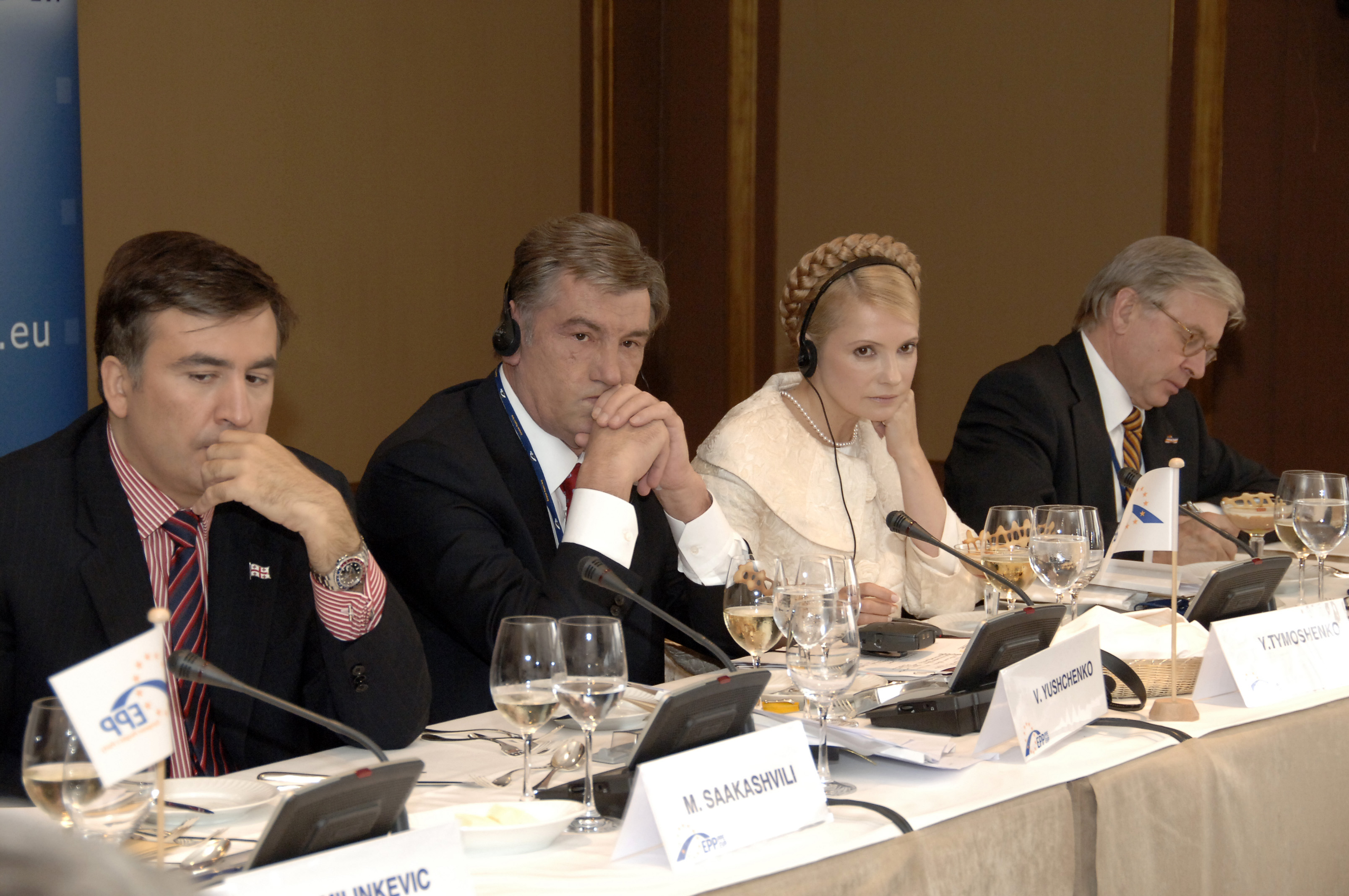
Президент Ющенко та прем'єр-міністр Юлія Тимошенко, 2009

Конфлікт між Ющенко та Тимошенко — міжособистісний конфлікт, що впродовж 2005–10 років набув гіпертрофованого стану й переріс в інституційний конфлікт між президентом і прем'єром.
Конфлікт розпочався в перші ж місяці призначення Тимошенко на посаду прем'єр-міністра:
- Першою причиною були «повноваження РНБО». В березні 2005 секретар РНБО Петро Порошенко заявив, що «в сферу повноважень РНБО входять усі питання Кабміну». Ющенко заявив, що «Рада національної безпеки і оборони України» повинна стати «єдиним місцем, де будуть прийматися всі стратегічні рішення». Фактично Ющенко і Порошенко — почали створювати з РНБО систему дублювання Кабінету Міністрів. Це стало головною складовою конфлікту у владній команді; який призвів до відставки кабміну Тимошенко та відставки Порошенка з посади секретаря РНБО.
- «Перший публічний скандал між Ющенком та Тимошенко» виник 19.5.2005, коли на засіданні РНБО — Ющенко різко розкритикував Прем'єр-міністра Тимошенко — за тиск на оптових торговців бензином: «Ющенко сказав їй, що в такому випадку вона може написати заяву про відставку та йти разом з СДПУ(о) та „Регіонами“ (політ. сила В. Януковича) дудіти в дудки та стукати в барабани»[32].
- Апогеєм конфлікту між Ющенком і Тимошенко можна вважати політичну кризу 2008.
- Подібні конфлікти тривали весь період 2005—2010 рр. На президентських виборах-2010 — Президент Ющенко неодноразово повторював, що «Тимошенко та Янукович однакове зло для України»; а 16.2.2010 (на прощальній пресконференції як Президента) Ющенко заявив, що «його найбільшою політичною помилкою» було «співробітництво з Тимошенко»[33].

### Виконання передвиборчої програми Президента України Віктора Ющенка
8 листопада 2007 року Президент України Віктор Ющенко підписав Указ Щодо заходів з будови доступного житла в Україні та покращення забезпечення громадян України житлом. «Я впевнений, що забезпечення кожної родини доступним житлом — це універсальна відповідь на цілий ряд проблем соціального характеру. 17 мільйонів людей потребують покращення умов проживання. 1,3 млн родин стоять у черзі за житлом. Щорічно його надають 20 тисячам родин. Соціально це нестерпно. Головне завдання наради — мобілізувати всі органи влади для вирішення цієї проблеми», — сказав Президент. Згідно з указом, Кабмін має передбачити на 2009 та наступні роки кошти на будівництво доступного житла в об'ємі не менш як 0,5 % від ВВП.
11 грудня 2007 року на зустрічі Президента України Віктора Ющенка з представниками бізнесу та влади започатковано проєкт «Зігрій любов'ю дитину» — благодійництво на підтримку багатодітних родин. Проєкт спрямовано на вирішення найболючіших проблем багатодітних сімей, дітей-сиріт та дітей, позбавлених батьківського піклування. Ініціативу Президента щодо благодійної допомоги багатодітним родинам підтримав великий бізнес: бізнесмени Віктор Пінчук та Рінат Ахметов зголосилися взяти безпосередню участь в ініціативі Президента України Віктора Ющенка щодо благодійної допомоги багатодітним родинам.
В Україні понад 100 тисяч дітей-сиріт. 2008-й рік Віктор Ющенко оголосив Роком усиновлення.

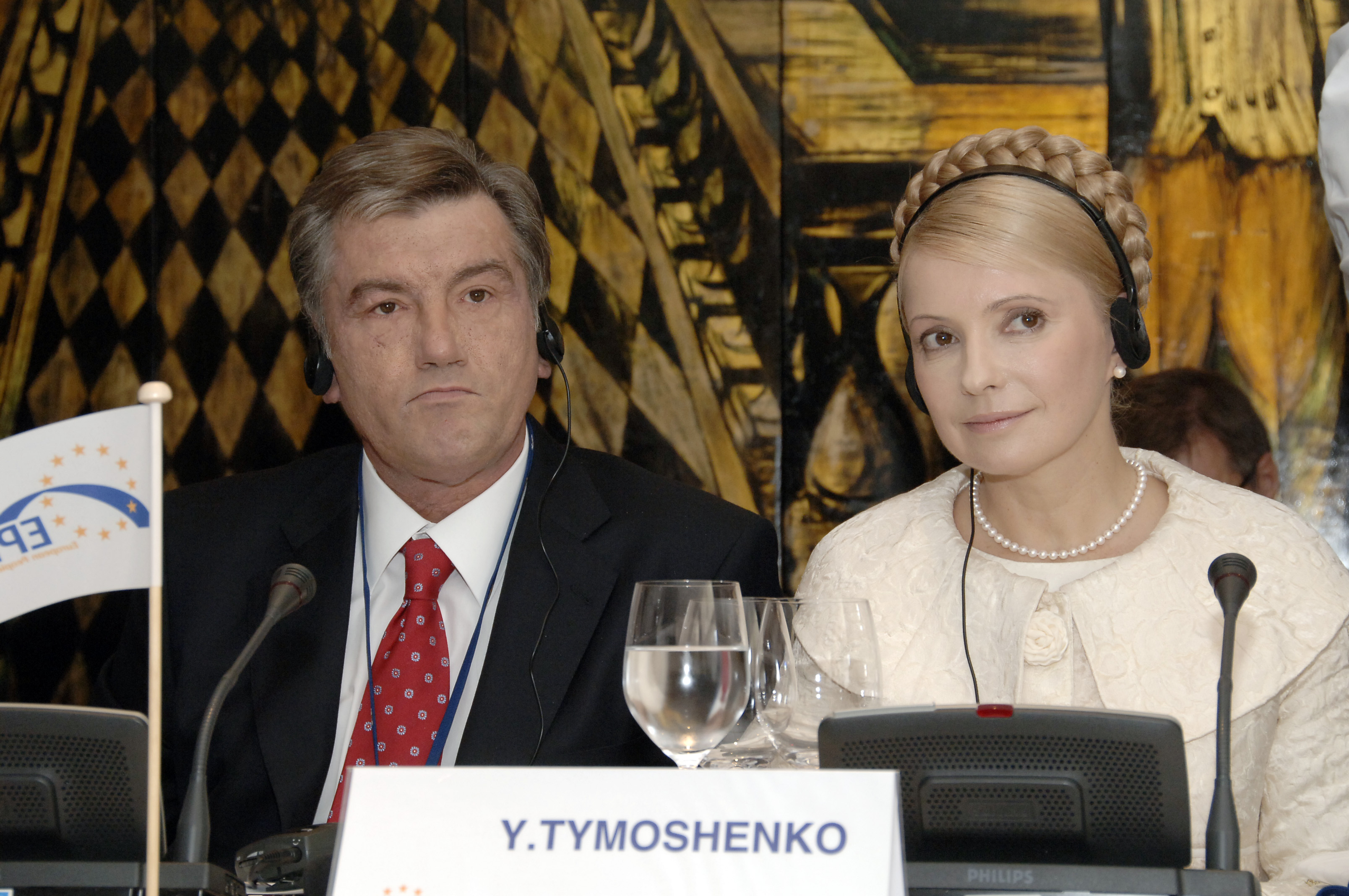
Віктор Ющенко та Юлія Тимошенко — представляють свої партії («Наша Україна» та «Батьківщина») на саміті «Європейської народної партії», Португалія (Лісабон), 18.10.2007

### Результат діяльності на посаді Президента
Діяльність Ющенка як Президента України є досить суперечливою. У 2005 він зробив чимало кроків, таких як розпуск ДАІ, скасування візового режиму для громадян ЄС та США, введення значної матеріальної допомоги при народженні дитини. 16 листопада 2009 р. в інтерв'ю бельгійським газетам «La Libre Belgique» та «De Standaard» кажучи про свою успіхи на посаді Президента зазначив, що за чотири роки подвоєно ВВП та державний бюджет, закріплено свободу слова та свободи вибору, а також збільшено фінансування ключових соціальних програм.
У час його правління почала діяти нова версія Конституції України зі значно послабленими повноваженнями президента та посиленою роллю парламенту.
Під час президентства Ющенка розпочалися перемовини щодо надання Україні безвізового режиму. Також Ющенко намагався домовитися з Вселенським патріархом Варфоломієм щодо надання Томосу про автокефалію для Української православної церкви, але тоді цьому завадив патріарх РПЦ Алексій ІІ, який терміново прилетів до Києва, незважаючи на те, що не мав запрошення. Це було у липні 2008 року.
Однак, Ющенко не зміг припинити розбрат у стані своїх партнерів по Помаранчевій революції. У зовнішній політиці України також залишалося чимало проблем. За час президентства Ющенка і за чималих його зусиль Україна вступила у Світову організацію торгівлі (СОТ). Хоча стосунки з Росією, формально, залишалися добрими, фактично Росія стала проводити надзвичайно агресивну політику економічного та інформаційного пригнічення України («газова війна», антиукраїнська пропаганда на телебаченні тощо).
21 січня 2010 р. Віктор Ющенко запросив створити Раду українського козацтва як консультативно-дорадчий орган при президенті. Ющенко запропонував запровадити в країні некомерційну козацьку службу, щороку проводити Велику всеукраїнську козацьку раду і раз у 5 років обирати гетьмана України, який здійснюватиме свою діяльність на громадських засадах. 19 травня 2018 року в Києві відбулась Перша Всевелика Рада козацтв України, де делегати представляли козацькі організації всієї України. В ході цієї Ради гетьманом всієї України обрано народного депутата кількох скликань, правозахисника Юрія Карамзіна. Ющенко гетьманом України був з 2005 року.
У березні 2010 року за результатами дослідження соціологічної служби Центру Розумкова українці оцінили діяльність Ющенка на посаді Президента на 2,17 балів. Повна підтримка Ющенка у лютому 2010 р., порівняно з лютим 2005 р. зменшилася в 17 разів. Порівнюючи виконання обов'язків Президента України, 32,6 % українців назвали кращим Президентом Леоніду Кучму, 12,6 % Леоніда Кравчука і лише 10,6 % громадян — Ющенка.

### Зовнішня політика
Україна — ЄС

Передача японського військового прапора на зустрічі президента Віктора Ющенка з прем'єром Японії Коїдзумі Дзюнітіро

2007 року Ющенко розпочав переговори про зміни Угоди про партнерство та співробітництво з ЄС на новий посилений формат співпраці — Угоду про асоціацію з ЄС.
Україна — НАТО
2008 року Україна подала заявку на отримання Плану дій щодо членства в НАТО. На тому саміті НАТО запросили Албанію та Хорватію до переговорів щодо вступу та привітали прагнення України та Грузії щодо вступу до Альянсу. Через відверто прозахідну політику виникло два газові конфлікти з Росією, коли РФ на новорічні свята перекривала газ.
Україна — Росія
Перший візит В. Ющенко на посаді президента України був в Росію. Це сталося 24 січня 2005 року. Там він провів кількагодинні консультації зі своїм російським колегою В. Путіним. Відразу після Москви Ющенко відлетів на Захід і виступав перед європарламентарями.
10 червня 2007 року під час зустрічі з Путіним Ющенко заявив, що Україна готова розвивати подальші відносини з Росією.
1 жовтня 2008 р. Ющенко заявив про продовження дії Договору про Дружбу та партнерство між Україною та Росії на наступний 10-тирічний період.
У серпні того ж року під час російсько-грузинської війни Ющенко та президенти Литви, Польщі та Естонії, а також голова уряду Латвії виступили в Грузії перед багатотисячним мітингом. Віктор Андрієвич заявив: «Сьогодні кожен з нас грузин».
Україна — Китай
19 квітня 2007 року президент України Віктор Ющенко провів зустріч з віце-прем'єр-міністром Державної Ради Народно Китайської Республіки Хузем Ляньюєм, який приїхав в Україну з офіційним візитом. Під час зустрічі сторони позитивно оцінили розвиток українсько-китайських відносин. Була підтверджена двостороння зацікавленість поглибити двостороннє партнерство у всіх сферах, зокрема, в торгово-економічній, науково-технійній, в авіабудуванні, сільському господарстві, освіті.

## Вибори Президента України 2010
На виборах Президента України 2010 року— Віктор Андрійович Ющенко отримав 5,45 % (1 341 539 голосів).
У першому турі став лідером на дільницях Львівської області: 124, 125, 120, 117, 118, 119.

## Громадська (післяпрезидентська) діяльність
- Від 28 квітня 2011 року — співголова Ради з питань розвитку Національного культурно-мистецького та музейного комплексу «Мистецький арсенал»[52].

### Інститут Президента Віктора Ющенка «Стратегічні ініціативи»
Інститут Президента Віктора Ющенка «Стратегічні ініціативи» — українська громадська організація, офіційно зареєстрована Міністерством юстиції України у 2010 р.
Одним із завдань інституту є створення майданчика, на якому інтелектуали проводили б дискусії із різних проблем. Серед завдань — розвиток громадянського суспільства, оцінка тенденцій в українській політиці, збереження культурних цінностей, контроль влади, промоція європейського вектора тощо.
Віктор Ющенко про завдання організації і її діяльність:
| «Наше становлення, зовнішня політика або гуманітарна політика, безпека, мовна та історична політика — про ці проблеми інтелектуали нації мають відкрито дебатувати, апелювати до суспільства з тих чи інших питань. Думаю, ці теми цікаві для українського суспільства. І тому такий проект я хочу реалізувати» |
Згідно зі статутом, метою інституту є:
| «задоволення та захист соціальних, економічних, освітніх, культурних та інших спільних інтересів його членів, розробка, обґрунтування, представлення суспільству стратегічних ініціатив із ключових питань розвитку України, її єдності, утвердження національних цінностей у житті держави і суспільства, сприяння реалізації європейського вибору України, підтримка зусиль із включення України до європейського економічного, політичного, соціального та інтелектуального простору, поширення сучасного розуміння європейськості та українськості у всій різноманітності їх вимірів». |
Перша реалізована ініціатива — засновано Громадський інститут історичної пам'яті, який утворено спільно з Міжнародним фондом «Україна 3000» та іншими громадськими організаціями. До ради Інституту входять відомі історики, зокрема Володимир Сергійчук, Василь Шендеровський, Володимир В'ятрович, Іван Патриляк.
У Євромайдані участі не брав, але у процесах, що передували йому — промоції на підтримку євроасоціації між ЄС та Україною, виступав до останнього (моменту підписання) палким адептом, здійснюючи візити, перемовини у дипломатичних колах, і, врешті-решт, уважуючи, у найімовірніші моменти відмови, що «Україну треба брати такою, якою вона є…».

### Інші громадські заходи
В 2023 році взяв особисту участь у створенні тризубу, яким замінили радянський герб на монументі «Батьківщина-мати» у Києві. У власному музейному комплексі «Код Нації» в селі Нові Безрадичі на Київщині допомагав створювати макет тризубу, який потім перетворився на скульптурну форму, — про це в ексклюзивному інтерв'ю повідомив автор тризубу Олексій Пергаменщик.

## Книги
- Ющенко В. А., Панченко В. «Історія української гривні». — К.: Б-ка українця, 1997. — 96 с.
- Ющенко В. А., Савченко А. С., Цокол С. Л., Новак І. М., Страхарчук В. П. «Платіжні системи». — К.: Либідь, 1998. — 416 с. — ISBN 966-06-0052-6
- Ющенко В. А., Лисицький В. І. «Гроші: розвиток попиту та пропозиції в Україні». — К.: Скарби, 1998. — 285 с. — ISBN 966-95038-1-7
- Ющенко В. А., Міщенко В. І. «Управління валютними ризиками». — К.: Знання, 1998. — 444 с. — ISBN 966-7293-29-7
- Ющенко В. А. «Розвиток попиту та пропозиції на гроші в Україні: Дис… канд. екон. наук: 08.04.01» / Українська академія банківської справи. — Суми, 1998. — 160 л.
- Івасів Б. С., Савлук М. І., Ющенко В. А., Гребеник Н. І., Дзюблюк О. В. «Гроші та кредит». — К., 1999. — 403 с. — ISBN 966-574-042-3
- Ющенко В. А., Міщенко В. І. «Валютне регулювання». — К.: Знання, 1999. — 359 с. — ISBN 966-7293-94-7
- Ющенко В. А. «28 тижнів української історії». — Рівне, 2003. — 88 с. — ISBN 966-7358-54-2
- Ющенко В. А. «Виктор Ющенко: Верю в Украину» / Иван Васюнык (сост.). — Дрогобыч: Коло, 2004. — 89 с. — ISBN 966-7996-62-X
- Ющенко В. А. «Віктор Ющенко. 100 днів президентства: пряма мова» / Олександр Данилович Яневський (упоряд.). — Х.: Фоліо, 2005. — 223 с. — ISBN 966-03-3113-4
- Ющенко В. А. «Волинський національний університет імені Лесі Українки: історичний контекст і перспективи». — Луцьк: Вежа, 2008. — 24 с.
- Ющенко В. А. «Голос нації». — К.: Український клуб, 2010. — 58 с.
- Ющенко В. А. «До нації: вибрані промови» / Д. Лубківський (упоряд.). — К.: НІСД, 2010. — 464 с.
- Ющенко В. А. «Недержавні таємниці: нотатки на берегах пам'яті» / Олександр Зінченко (літ. запис і упоряд.). — Х.: Фоліо, 2014. — 511 с.

## Нагороди
- Почесна відзнака Президента України (3 липня 1996) — за значний особистий внесок у становлення і розвиток банківської системи України, активне сприяння залученню іноземних інвестицій у вітчизняну економіку[55]
- Заслужений економіст України (18 січня 1997) — за значний особистий внесок у становлення і розвиток банківської системи України, розробку концепції та організоване проведення грошової реформи[56]
- Державна премія України в галузі науки і техніки 1999 року — за серію монографій «Українська фалеристика та боністика» (у складі колективу)[57]
- Відзнака Президента України — ювілейна медаль «25 років незалежності України» (22 серпня 2016) — за значні особисті заслуги у становленні незалежної України, утвердженні її суверенітету та зміцненні міжнародного авторитету, вагомий внесок у державне будівництво, соціально-економічний, культурно-освітній розвиток, активну громадсько-політичну діяльність, сумлінне та бездоганне служіння Українському народу[58]
- Орден короля Томислава зі стрічкою і Великою Даницею (2007, Хорватія)
- Орден Білої Троянди (2006, Фінляндія)[59]
- Премія «Квадрига» 2006 року[60][61].
- Орден Білого Орла (2005, Польща)[62]
- Орден Вітовта Великого (2006, Литва)[63]
- Орден Трьох Зірок (2006, Латвія)[64]
- Орден Української Православної Церкви преподобних Антонія і Феодосія Києво-Печерських I ступеня (2007)[65]

- Орден Лицарів Гробу Господнього (2007, Єрусалим)[66]
- Орден Великої Вересневої Революції (2008, Велика Соціалістична Народна Лівійська Арабська Джамахірія)[67][68]
- Орден Серафимів (2008, Швеція)
- Орден Золотого руна (Грузія) (2009)
- Президентський орден Сяйво (Грузія, 2009)[69]
- Орден Південного Хреста (2009, Бразилія)
- Премія лідерства Доула (2011, США)

У 1996 році став почесним доктором Національного університету «Києво-Могилянська академія».
У 2009 році отримав титул доктора honoris causa Люблінського католицького університету.
2005 року двоє впливових тоді американських сенаторів Джон Маккейн та Гілларі Клінтон подали кандидатури Ющенка разом із тодішнім Президентом Грузії Михайлом Саакашвілі на здобуття Нобелівської премії миру, оскільки вони «завоювали підтримку народу, відстоюючи демократію, свободу і громадянські права».

### Почесні звання
Почесний громадянин Львова, Мукачевого і Тернополя.
2005 року на острові Хортиця керівники козацьких організацій вручили Віктору Ющенку універсали про визнання його Гетьманом України та заприсягнулися вірою і правдою, не шкодуючи своїх сил, служити Україні й козацтву.

## Вшанування
Новозбудована вулиця Віктора Ющенка в селі Петрилів (Івано-Франківська область) отримала свою назву з нагоди візиту президента України до села після повені влітку 2008 року. У пресслужбі Президента розкритикували це рішення сільської влади. У листопаді 2008 року перейменована на вул. Злуки з нагоди 90-ої річниці створення ЗУНР.
У місті Батурин є вулиця Віктора Ющенка.
У липні 2023 року в рідному селі Хоружівка вулицю Першотравневу перейменували на вулицю Ющенків.